# Ziraldo
Ziraldo Alves Pinto, né le 24 octobre 1932 à Caratinga (Minas Gerais) et mort le 6 avril 2024 à Rio de Janeiro (État de Rio de Janeiro), est un dessinateur et auteur brésilien connu sous le nom de Ziraldo pour ses activités d'auteur de bande dessinée, auteur de littérature jeunesse et journaliste, actif depuis 1954.

## Biographie

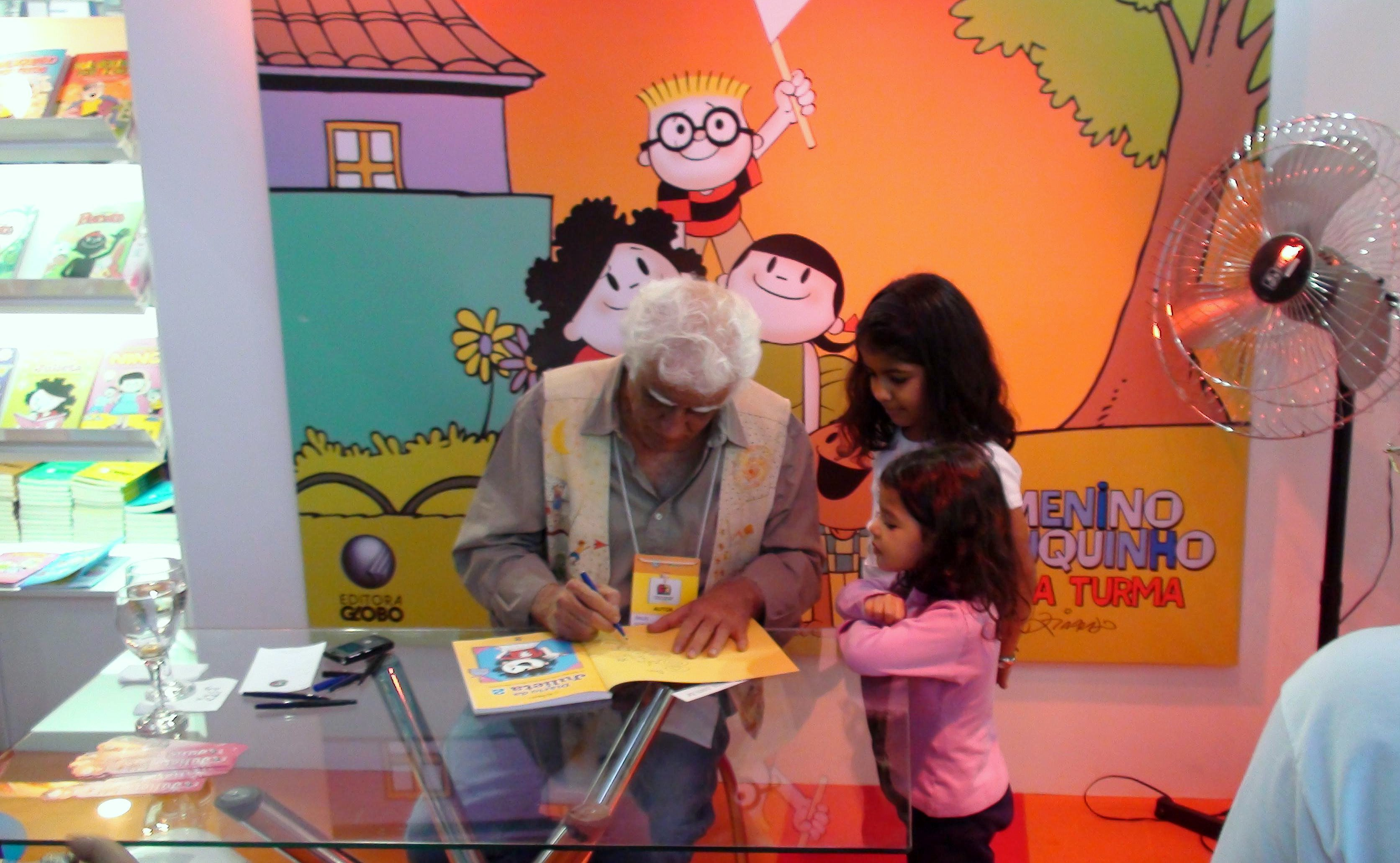
Ziraldo à la Biennale du Livre de São Paulo en 2008.

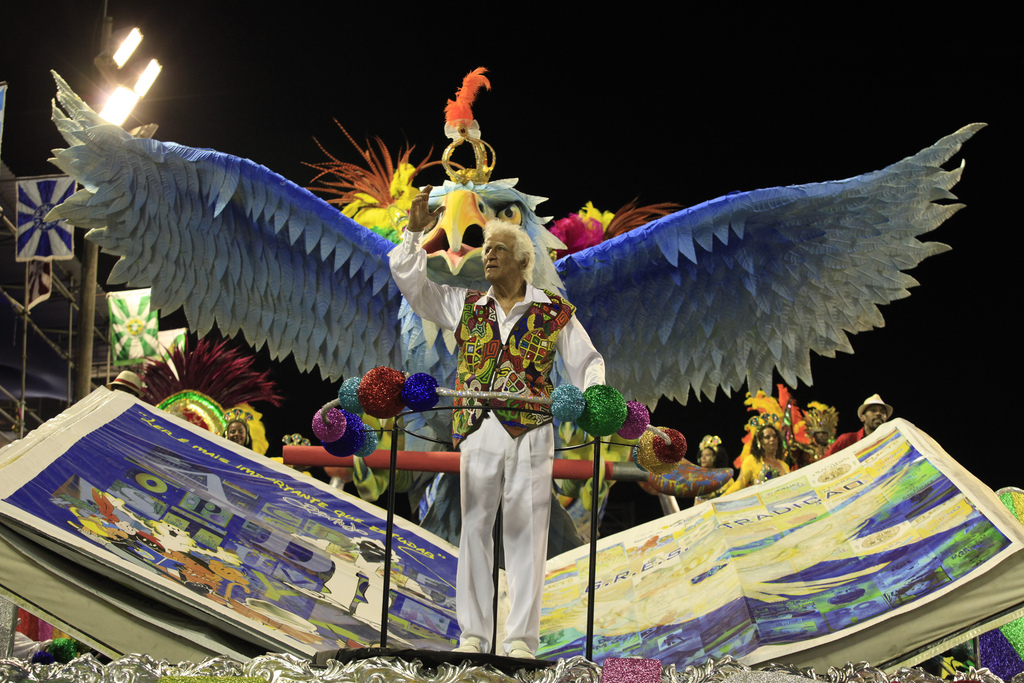
Ziraldo défile pour une école de samba au Sambadrome Marquês de Sapucaí du Carnaval de Rio en 2014.

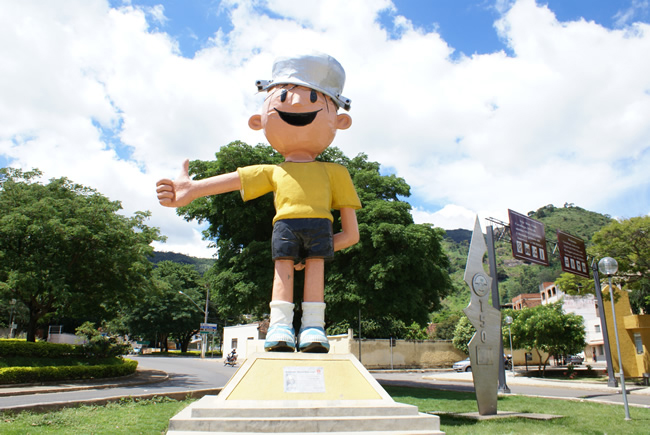
Statue de Menino Maluquinho à Caratinga.

Ziraldo est surtout connu pour sa bande dessinée Turma do Pererê (en) (1959-1976) et son livre jeunesse O Menino Maluquinho (en) (1980) qu'il a lui-même adapté en bande dessinée (1989-2007), deux des séries humoristiques les plus populaires du Brésil.
Il a également cofondé et dirigé l'hebdomadaire contre-culturel O Pasquim (en) (1969-1991), qui fut la principale publication critique envers la dictature militaire au Brésil jusqu'au retour de la démocratie en 1984.
Ses œuvres ont été publiées dans de nombreuses publications internationales, comme en France Plexus ou Planète.

### Famille
Sa fille, la réalisatrice Daniela Thomas (née en 1959), et son fils, le compositeur Antonio Pinto (né en 1967), sont également des artistes reconnus internationalement.

## Prix et distinctions
- 1978 : (international) « Honor List »[4], de l' IBBY, catégorie Illustration, pour  Turma do Pererê.
- 1990 : Maître des bandes dessinées nationales du Prix Angelo-Agostini
- 1990 :  Prix Yellow-Kid « une vie consacrée à l'illustration », remis par l'organisation du festival de Lucques, pour l'ensemble de son œuvre
- 2008 :  Prix ibéro-américain d'humour graphique Quevedos, pour l'ensemble de son œuvre
- 2015 :  Prix Haxtur de l'humour, pour ses dessins de presse